# Mariella Devia

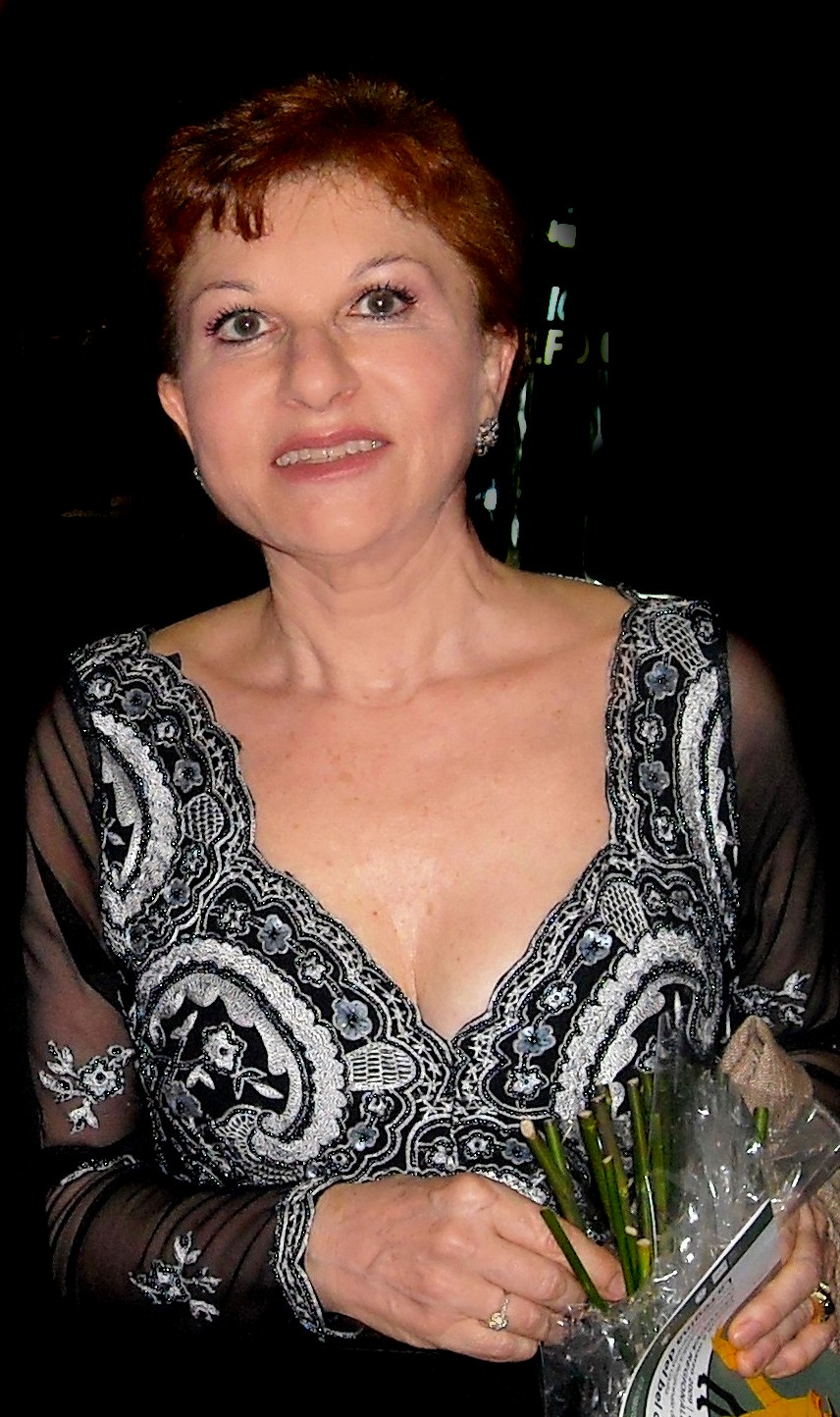
Mariella Devia

Mariella Devia (* 12. April 1948 in Chiusavecchia) ist eine italienische Opernsängerin (Sopran). Nachdem sie ihre Karriere als Koloratursopranistin begonnen hatte, war sie in den letzten Jahren auch mit einigen der dramatischsten Rollen im Belcanto-Repertoire sehr erfolgreich.

## Leben
Mariella Devia begann ihr Studium am Conservatorio Giuseppe Verdi in Mailand bei Iolanda Magnoni und folgte ihrer Lehrerin später zur Accademia Nazionale di Santa Cecilia in Rom, wo sie ihren Abschluss machte. 1973 gab sie ihr Bühnendebüt am Teatro Mario Del Monaco in Treviso in der Titelrolle von Lucia di Lammermoor und sang bald darauf in ganz Italien. 1987 debütierte sie am Teatro alla Scala in Mailand als Giulietta in I Capuleti e i Montecchi.
Auf internationaler Ebene trat sie von 1979 bis 1994 an der Metropolitan Opera als Lucia, Gilda, Nannetta, Despina und Konstanze auf, 1979 in der Carnegie Hall in der Titelrolle von Lakmé und später als Teresa in Benvenuto Cellini, als Giulietta in I Capuleti e i Montecchi, als Elvira in I puritani und in der Titelrolle von Adelia. 1987 gab sie ihr Debüt an der Pariser Oper als Elvira in I puritani in der Salle Favart sowie als Konstanze am Festival d’Aix-en-Provence und 1988 am Royal Opera House in London (ebenfalls als Konstanze).
Sie trat regelmäßig beim Rossini Opera Festival in Pesaro und beim Festival della Valle d’Itria in Martina Franca auf, wo sie an der Wiederentdeckung lange unbeachteter Opern von Gioachino Rossini, Gaetano Donizetti, Vincenzo Bellini und anderen Belcanto-Komponisten mitarbeitete. Gefeiert wurde sie auch für ihre Auftritte in Wolfgang Amadeus Mozarts Die Entführung aus dem Serail, Die Zauberflöte, Così fan tutte, Le nozze di Figaro, Don Giovanni und Idomeneo.
2013, einen Tag nach ihrem 65. Geburtstag, sang sie zum ersten Mal mit großem Erfolg die Titelrolle von Norma im Teatro Comunale di Bologna. Von da an war Norma zusammen mit den Rollen der „drei Donizetti-Königinnen“ Maria Stuarda, Anna Bolena sowie Elisabetta in Roberto Devereux, in denen sie zwischen 2006 und 2011 debütiert hatte, und mit Lucrezia Borgia (Debüt 2001 am Teatro Comunale di Bologna) Bestandteil ihres Repertoires.
Am 5. Juni 2014 kehrte sie nach 15-jähriger Abwesenheit in die USA zurück, für eine Aufführung von Roberto Devereux in der New Yorker Carnegie Hall mit dem Opera Orchestra of New York, wo sie auf große Anerkennung bei Kritik und Publikum stieß.
Im Mai 2018 verabschiedete sich Mariella Devia von der Opernbühne mit drei Aufführungen von Norma im Teatro La Fenice in Venedig, wo ihr der Preis Una vita nella musica 2018 verliehen wurde, den vor ihr unter anderen so renommierte Künstler wie Daniel Barenboim, Ruggero Raimondi, Gianandrea Gavazzeni, Karl Böhm, Carlo Maria Giulini, Yehudi Menuhin, Mstislaw Rostropowitsch sowie Carlo Bergonzi erhalten hatten. Seither will sie nur noch in Konzerten singen sowie unterrichten.